# Hanatul Kokand
Hanatul Kokand a fost un stat în Asia Centrală, pe teritoriul de azi al sud-estului Uzbekistanului, vestului Kârgâzstanului și nordului Tadjikistanului. În perioada extensiunii sale maximale (primul sfert al sec. XIX) avea cca 220 mii km².

## Istoric
A fost format în 1709 prin secesiunea părții răsăritene a Emiratului Buhara, mișcare condusă de aristocratul de origine uzbecă Șahruh, fondatorul dinastiei Șeibanizilor, care a stat în fruntea Kokandului pînă la anexarea lui de către Rusia (1876). Capitala hanatului era orașul Kokand, iar limbile oficiale erau farsi și ciagatai.
Începînd cu anul 1850 Kokandul s-a aflat sub o permanentă presiune politică, militară și economică a Imperiului Rus, care căuta să-și asigure dominația în Asia Centrală și să nu admită o eventuală expansiune a englezilor în zonă. În 1868 hanul Kokandului a fost nevoit să accepte suzeranitatea Rusiei. În 1873 populația Kokandului începe o revoltă antirusă, reprimată de trupele imperiale în 1876. Drept consecință rușii au lichidat Hanatul Kokandului, anexîndu-l la Imperiu.